# 이희진 (배우)
이희진(1979년 5월 16일 ~ )은 대한민국의 배우, 가수로 걸그룹 베이비복스의 멤버이다. 베이비복스가 활동을 중단한 후 배우의 길을 걸어 SBS 드라마 《괜찮아, 아빠딸》로 배우 생활을 시작했으며 뛰어난 동안 외모를 유지 중이다.

## 출신 학교
- 서울세검정초등학교
- 상명대학교 사범대학 부속여자중학교
- 신경여자실업고등학교
- 동아방송예술대학교 방송연예과

## 출연 작품

### 드라마/시트콤/예능
| 연도 | 방송사             | 제목                                            | 배역              | 비고         |
| ---- | ------------------ | ----------------------------------------------- | ----------------- | ------------ |
| 2002 | KBS2               | 동물원 사람들                                   |                   |              |
| 2010 | SBS                | 괜찮아, 아빠딸                                  | 은애령            |              |
| 2011 | MBC                | 최고의 사랑                                     | 제니              |              |
| 2011 | 채널A              | 해피앤드 101가지 부부이야기 - 시어머니의 올가미 | 서혜원            |              |
| 2011 | TV조선             | 최현우 노홍철의 매직홀                          | 패널              |              |
| 2012 | 채널A              | 해피앤드 101가지 부부이야기 - 내 사랑 프린스    | 선미              |              |
| 2012 | 채널A              | 해피앤드 101가지 부부이야기 - 사생결단 시집살이 | 희주              |              |
| 2012 | KBS2               | 빅                                              | 민주              | 1회 특별출연 |
| 2012 | MBC                | 무신                                            | 난이              | 특별출연     |
| 2012 | MBC                | 마의                                            | 온희귀비          |              |
| 2012 | SBS                | 내 사랑 나비부인                                | 연지연            |              |
| 2012 | MBC                | 일밤 - 매직콘서트 이것이 마술이다               | 출연              |              |
| 2013 | JTBC               | 미라클 코리아                                   | 출연              |              |
| 2013 | OCN                | 특수사건 전담반 TEN 시즌 2                      | 송화영            |              |
| 2013 | Mnet               | 몬스타                                          | 독고순            |              |
| 2013 | MBC                | 메디컬 탑팀                                     | 유혜란            |              |
| 2013 | MBC                | 황금 무지개                                     | 박화란            |              |
| 2014 | MBC                | 드라마 페스티벌 - 형영당 일기                   | 기생              |              |
| 2014 | OCN                | 닥터 프로스트                                   | 유안나 / 정성혜   | 특별출연     |
| 2015 | E채널 & 드라마큐브 | 라이더스: 내일을 잡아라                         | 오정인            |              |
| 2016 | tvN                | 기억                                            | 도인경            |              |
| 2016 | MBC                | 최고의 연인                                     | 정지현            | 특별출연     |
| 2017 | JTBC               | 품위있는 그녀                                   | 김효주            |              |
| 2018 | tvN                | 시를 잊은 그대에게                              |                   | 특별출연     |
| 2018 | SBS                | 황후의 품격                                     | 소진공주          |              |
| 2019 | JTBC               | 으라차차 와이키키 2                             | 강미영            | 특별출연     |
| 2021 | SBS                | 펜트하우스 3                                    | 농촌회장 딸 역    | 특별출연     |
| 2023 | JTBC               | 힘쎈여자 강남순                                 | 백 대리 역        |              |
| 2024 | 라이프타임채널     | 조폭인 내가 고등학생이 되었습니다               | 송민서 역         |              |
| 2024 | 유튜브             | 노빠꾸 탁재훈                                   | 게스트            |              |
| 2025 | TV조선             | 모-던인물史 미스터.리                           | 패널 및 스페셜 MC |              |

### 영화
| 개봉 연도 | 제목          | 배역      | 비고 |
| --------- | ------------- | --------- | ---- |
| 2002      | 긴급조치 19호 | 본인 역   |      |
| 2015      | 세상끝의 사랑 | 이미연 역 |      |
| 2016      | 트릭          | 희경 역   |      |

### 연극
- 몽키 (2009년)
- 애자 (2010년)
- 연애특강 (2010년)

### 뮤지컬
- 펑키펑키 (2003년)
- 사랑은 비를 타고 (2008년)

## 기타 출연작

### 뮤직비디오
- 신혁 - 로보트 (2004년)
- 숙희 - One Love (2010년)
- 숙희 - 라라라 (2010년)

## 수상
- 2011년 제19회 대한민국문화연예대상 드라마 부문 신인연기상